# Пенкьовци
Пенкьовци е село в Западна България. То се намира в община Трън, област Перник.

## География
Село Пенкьовци се намира в планински район, описан както следва: В северните части към Знеполе се намира Лещниковска планина, а северно от нея – Миловската планина. Отделена от Лешниковската планина посредством долината на р. Стайчовска е вододелната Еловишка планина, която посредством седловините Пътни дел и Вълча поляна свързва цялата планинска система от Краище в едно единно цяло. На юг от нея като удължен планински рид се простира Пенкьовската планина [с първенец Конски връх (1187,1 м) който се издига в южната ѝ част, източно от село Трекляно], която преминава непосредствено след Раянския пролом на Треклянска река в Земенска планина. Най-югоизточната част на Краище се изгражда от Ерулската планина (Големи връх) и Рудините. Ерулската планина пуска ветрилообразно своите хребети към съседните котловини. Тези планински ридове имат хубави местни названия като: Тутон, Бойнатица, Копрън, Лиляк, Главичка могила и др. Като южно продължение на Ерулската планина след Муренската седловина са Рудините, които завършват стръмно към Дивлянската, Земенската и Светлянската котловина. Селото отстои на 30 км югозападно от гр. Трън. Пръснато е на махали по поречието на Пенкьовската река, повечето от които са разположени на западните склонове на Пенкьовска планина, най-високата от които е на 983 м. н.в. Река Явор (или Пенкьовска река), която разполовява селото е със следното описание: Река в Южна България, Област Перник, общини Трън и Земен, ляв приток на Треклянска река от басейна на Струма. Дължината ѝ е 32 км. Отводнява източните и северни склонове на Пенкьовска планина, югоизточните склонове на Еловишка планина и западните и южни склонове на Ерулска планина.
Река Явор извира под името Ясеница на 1200 м н.в., на 400 м източно от връх Плоча (1329 м), най-високата точка на Еловишка планина. Тече в южна посока в сравнително широка и слабо залесена долина между Еловишка и Пенкьовска планина на запад и юг и Ерулска планина на изток. На 4,5 км южно от село Пенкьовци завива на изток, достига до Дивлянската котловина и отново тръгва на юг. След около 5 км при село Калотинци се влива отляво в Треклянска река на 629 м н.в.
Водосборният басейн на реката е с площ от 186 km².
Основни притоци на реката са само леви: Престолски дол, Ракитов дол, Дивлянска река (най-голям приток) и Селска река.
Максималният отток на реката е през март, а минималният – септември.
По течението на реката са разположени 6 села:
- Община Трън — Горочевци, Видрар, Докьовци, Пенкьовци;
- Община Земен — Дивля, Калотинци.

Малка част от водите на реката, главно в долното течение се използват за напояване.
По долината на реката преминават участъци от два пътя от Държавната пътна мрежа:
- Участък от 2,7 км от разклона за село Смиров дол до село Калотинци от третокласен път № 605 Батановци — Еловдол —Калотинци;
- Участък от 16 км от село Горочевци до завоя на реката на изток] от третокласен път № 637 Трън — Трекляно — Драговищица.

## История
Учителка от Трънския край откри еднакви думи в местния говор с тези от английския език. В сърцето на този самобитен пограничен район има друг уникат – три болярски села. Тук трънски диалект не се говори, дори къщите са по-различни. Има предание, че в размирни времена по тези земи се заселили трима братя бегълци от Търново. И сложили началото на три села – Пенкьовци, Докьовци и Одраница, разказва пенсионираният даскал Найден Христов. Според легендата селото е основано в края на XIII в., около 1270 г., когато в него се заселва единият брат – търновски болярин на име Пенко. Тук той избира подходящо място, намира добър народ, организира го и така образува най-образцовото село, наречено на негово име Пенково, жителите му са наричани Пенковци и от там на Пенкьовци. Затова и хората в това село не приличали на другите от този край, смятали се за боляри.
Следи от заселване в района на селото има от късната античност и ранното средновековие. Те са засвидетелствани от крепостите Ваклиново градище в м. Градище (5,5 км южно от селото) и Стамболийско градище. В близост до последната крепост (в м. Будин рид) има синхронично – праисторическо селище от каменно-медната епоха (V–ІV хил. пр. Хр.), което е било свързано с металодобива от този район.
Сведения за село Пенкьовци от късното средновековие, черпим от списъците на джелепкешаните от 1576 г. под името Пенкьофче към каза Радомир. От този период са гробищната църква „Св. Никола“, намираща се днес в много лошо състояние, но не съвсем безнадежно загубена, както църквата в местността „Престолье“ (3,5 км североизточно от селото), от нея днес над земята не е запазено нищо, олтарната трапеза само стояла през вековете на мястото ѝ. Същата съдба е сполетяла и намиращия се на 4 км западно от селото в м. „Пантале“, параклис Св. Панталеймон, където населението от селата Косово, Трекляно и Пенкьовци се черкувало, с течение на годините той бил изоставен и разрушен из основи. Безспорно най-голяма забележителност и най-добре запазена е средновековната църква „Св. Петка“, която в миналото е била манастирска. Според преданието при пренасяне мощите на Света Петка от Търново за Видин, една нощ те престояли и тук. Много са случаите за изцеляване на болни вярващи хора, които посетили този храм. Един от свидетелите за старинността на храма е огромният вековен дъб, намиращ се в непосредствена близост до черквата, според някои той е надхвърлил 800 години.
Някога село Пенкьовци е било най-голямото село в Трънска околия, с над 1200 жители. В него период Алеко Иваницов Константинов-Щастливеца, когато „обикалял Родината за да я обикне", спрял на центъра на селото пред хоремаг за обяд и изправен от файтона с който пътувал произнесъл прослувутата фраза: „Това е Швейцария на Балканите". Самият Найден е от старите родове. Дядо му някога е правил дограмата на царския дворец в София. Бил известен дърворезбар и го търсели клиенти от цялата страна. Той построил и камбанарията на местния храм през 1921 г. Бащата на Найден дълги години бил кмет на Пенкьовци. Със собствените си ръце вдигнал магерницата до черквата. Затова сега синът му пази ключа от църквата „Света Петка“ и я отваря на празници. Никой не му плаща, но заради родовата памет се чувства длъжен да се грижи за Божия дом. Обслужва и магерницата, и гробището. Гората вече е превзела част от парка с гробовете, но тук няма криза за парцели като в града. През 1920 година в Пенкьовци е основана земеделска кооперация „Към победа“. Към 1935 г. тя има 129 члена. 
През 1985 година селото има 170 жители.

## Културни и природни забележителности
- Средновековен храм „Света Петка“ (заровената църква)
- Гробищна черква „Св. Никола“

## Редовни събития
Съборът на селото всяка първа събота на месец юни.

## Личности
- Преподобни Софроний Български (Софийски) - свещеник на село Пенкьовци
- Станиш Бонев (1931) – Политик от БКП
- Стоян Йотов, български революционер от ВМОРО, четник на Михаил Чаков[7]

## Други
Много здравословно място с вълшебно лековит въздух, подходящо за климатично училище и санаториум за лечение и възстановяване на страдащи от белодробни заболявания. Прекрасни условия за еко и културен туризъм. Не е случаен именно по тази причина и престоят, част от живота на Владимир Димитров – Майстора в съседното село Дивля, през който е създал златните си творби-шедьоври „Моми“ (ок.1925 – 1935), „Моми сестри от с. Дивля, Радомирско“ (ок. 1928 – 1930), „Цветница“, „Фамилия“ (ок. 1928), „Девойка от Кюстендилско“ (ок. 1930 – 1935), „Жетварка“ (1930 – 1935), „Мома с ябълки“ (ок. 1930 – 1935), „Жетварка от с. Шишковци“ (1935), „Жетвари на обяд“ (ок. 1935 – 1938), „Копачки“ (ок. 1935 – 1938), „Селско момиче сред макове“(1935 – 1938) и други. Майстора бил запленен от местните люде и природа, на селата в околността, оставили дълбока диря в творчество и духът му. Дивля е на 6.8 км по въздух от центъра на Пенкьовци, а от махала Миладин на около 2.5 км по пътека през гората. 